# Rauw Alejandro/Diskografie
Diese Diskografie ist eine Übersicht über die musikalischen Werke des puerto-ricanischen Latin-Pop-Sängers, Komponisten, Tänzers und Musikproduzenten Rauw Alejandro. Den Schallplattenauszeichnungen zufolge hat er bisher mehr als 52,4 Millionen Tonträger verkauft. Seine erfolgreichste Veröffentlichung ist die Single Todo de ti mit über 3,7 Millionen verkauften Einheiten.

## Alben

### Studioalben
| Jahr | Titel Musiklabel                | Höchstplatzierung, Gesamtwochen, AuszeichnungChartplatzierungen (Jahr, Titel, Musiklabel, Platzierungen, Wochen, Auszeichnungen, Anmerkungen) | Höchstplatzierung, Gesamtwochen, AuszeichnungChartplatzierungen (Jahr, Titel, Musiklabel, Platzierungen, Wochen, Auszeichnungen, Anmerkungen) | Höchstplatzierung, Gesamtwochen, AuszeichnungChartplatzierungen (Jahr, Titel, Musiklabel, Platzierungen, Wochen, Auszeichnungen, Anmerkungen) | Höchstplatzierung, Gesamtwochen, AuszeichnungChartplatzierungen (Jahr, Titel, Musiklabel, Platzierungen, Wochen, Auszeichnungen, Anmerkungen) | Höchstplatzierung, Gesamtwochen, AuszeichnungChartplatzierungen (Jahr, Titel, Musiklabel, Platzierungen, Wochen, Auszeichnungen, Anmerkungen) | Höchstplatzierung, Gesamtwochen, AuszeichnungChartplatzierungen (Jahr, Titel, Musiklabel, Platzierungen, Wochen, Auszeichnungen, Anmerkungen) | Anmerkungen                                                   |
| Jahr | Titel Musiklabel                | DE | AT | CH | US | Latin | ES | Anmerkungen                                                   |
| ---- | ------------------------------- | --- | --- | --- | --- | --- | --- | ------------------------------------------------------------- |
| 2020 | Afrodisíaco Sony Latin (Sony)   | — | — | — | US75 (2 Wo.)US | Latin3 Diamant + Platin · (159 Wo.)Latin | ES2 Platin · (157 Wo.)ES | Erstveröffentlichung: 13. November 2020 Verkäufe: + 1.065.000 |
| 2021 | Vice versa Sony Latin (Sony)    | — | — | CH92 (1 Wo.)CH | US17 (55 Wo.)US | Latin1 ×7Diamant + Siebenfachplatin · (… Wo.)Latin                                                                                            | ES1 ×2Doppelplatin · (… Wo.)ES | Erstveröffentlichung: 25. Juni 2021 Verkäufe: + 1.780.000     |
| 2022 | Saturno Sony Latin (Sony)       | — | — | — | US25 (28 Wo.)US | Latin2 ×7Siebenfachplatin · (… Wo.)Latin | ES2 Platin · (… Wo.)ES | Erstveröffentlichung: 11. November 2022 Verkäufe: + 600.000   |
| 2023 | Playa Saturno Sony Latin (Sony) | — | — | — | US29 (4 Wo.)US | Latin4 ×2Doppelplatin · (91 Wo.)Latin | ES4 Gold · (55 Wo.)ES | Erstveröffentlichung: 7. Juli 2023 Verkäufe: + 140.000        |
| 2024 | Cosa nuestra Sony Latin (Sony)  | — | — | CH10 (4 Wo.)CH | US6 (37 Wo.)US | Latin1 ×6Sechsfachplatin · (… Wo.)Latin | ES1 Platin · (… Wo.)ES | Erstveröffentlichung: 15. November 2024 Verkäufe: + 475.000   |

### Livealben
| Jahr | Titel                                                                      | Anmerkungen                        |
| ---- | -------------------------------------------------------------------------- | ---------------------------------- |
| 2020 | Concierto virtual en tiempos de COVID-19 – desde el Coliseo de Puerto Rico | Erstveröffentlichung: 29. Mai 2020 |

### Mixtapes
| Jahr | Titel               | Anmerkungen                             |
| ---- | ------------------- | --------------------------------------- |
| 2016 | Punto de equilibrio | Erstveröffentlichung: 30. November 2016 |

### EPs
| Jahr | Titel Musiklabel                                         | Höchstplatzierung, Gesamtwochen, AuszeichnungChartplatzierungen (Jahr, Titel, Musiklabel, Platzierungen, Wochen, Auszeichnungen, Anmerkungen) | Höchstplatzierung, Gesamtwochen, AuszeichnungChartplatzierungen (Jahr, Titel, Musiklabel, Platzierungen, Wochen, Auszeichnungen, Anmerkungen) | Höchstplatzierung, Gesamtwochen, AuszeichnungChartplatzierungen (Jahr, Titel, Musiklabel, Platzierungen, Wochen, Auszeichnungen, Anmerkungen) | Höchstplatzierung, Gesamtwochen, AuszeichnungChartplatzierungen (Jahr, Titel, Musiklabel, Platzierungen, Wochen, Auszeichnungen, Anmerkungen) | Höchstplatzierung, Gesamtwochen, AuszeichnungChartplatzierungen (Jahr, Titel, Musiklabel, Platzierungen, Wochen, Auszeichnungen, Anmerkungen) | Höchstplatzierung, Gesamtwochen, AuszeichnungChartplatzierungen (Jahr, Titel, Musiklabel, Platzierungen, Wochen, Auszeichnungen, Anmerkungen) | Anmerkungen                                               |
| Jahr | Titel Musiklabel                                         | DE | AT | CH | US | Latin | ES | Anmerkungen                                               |
| ---- | -------------------------------------------------------- | --- | --- | --- | --- | --- | --- | --------------------------------------------------------- |
| 2019 | Trap Cake Vol. 1 Duars Entertainment • Sony Latin (Sony) | — | — | — | — | — | — | Erstveröffentlichung: 31. Mai 2019                        |
| 2022 | Trap Cake Vol. 2 Sony Latin (Sony)                       | — | — | — | — | Latin6 (8 Wo.)Latin | ES9 (10 Wo.)ES | Erstveröffentlichung: 25. Februar 2022 Verkäufe: + 70.000 |
| 2023 | RR Columbia Records (Sony)                               | — | — | — | — | — | — | Erstveröffentlichung: 24. März 2023 mit Rosalía           |

## Singles

### Als Leadmusiker
| Jahr | Titel Album                        | Höchstplatzierung, Gesamtwochen, AuszeichnungChartplatzierungen (Jahr, Titel, Album, Platzierungen, Wochen, Auszeichnungen, Anmerkungen) | Höchstplatzierung, Gesamtwochen, AuszeichnungChartplatzierungen (Jahr, Titel, Album, Platzierungen, Wochen, Auszeichnungen, Anmerkungen) | Höchstplatzierung, Gesamtwochen, AuszeichnungChartplatzierungen (Jahr, Titel, Album, Platzierungen, Wochen, Auszeichnungen, Anmerkungen) | Höchstplatzierung, Gesamtwochen, AuszeichnungChartplatzierungen (Jahr, Titel, Album, Platzierungen, Wochen, Auszeichnungen, Anmerkungen) | Höchstplatzierung, Gesamtwochen, AuszeichnungChartplatzierungen (Jahr, Titel, Album, Platzierungen, Wochen, Auszeichnungen, Anmerkungen) | Höchstplatzierung, Gesamtwochen, AuszeichnungChartplatzierungen (Jahr, Titel, Album, Platzierungen, Wochen, Auszeichnungen, Anmerkungen) | Anmerkungen |
| Jahr | Titel Album                        | DE | AT | CH | US | Latin | ES | Anmerkungen |
| --- | ---------------------------------- | --- | --- | --- | --- | --- | --- | --- |
| 2018 | T.T.I. –                           | — | — | — | — | — | ES— GoldES | Erstveröffentlichung: 21. September 2018                                                                                   |
| 2019 | Que le dé –                        | — | — | — | — | Latin42 ×2Doppelplatin · (9 Wo.)Latin | ES77 Gold · (6 Wo.)ES | Erstveröffentlichung: 25. Januar 2019 mit Nicky Jam                                                                        |
| 2019 | El efecto –                        | — | — | — | — | Latin— ×9NeunfachplatinLatin | ES32 ×2Doppelplatin · (33 Wo.)ES | Erstveröffentlichung: 15. März 2019 feat. Chencho Corleone                                                                 |
| 2019 | La mentira (Remix) –               | — | — | — | — | — | ES— GoldES | Erstveröffentlichung: 17. Mai 2019 mit Brytiago, Rafa Pabön, Sech, Cazzu & Myke Towers                                     |
| 2019 | Trapperz a mafia da Sicilia –      | — | — | — | — | — | — | Erstveröffentlichung: 21. Juni 2019 mit Felp 22 & Duki feat. MC Davo & Fuego                                               |
| 2019 | Detective –                        | — | — | — | — | — | ES— GoldES | Erstveröffentlichung: 8. Juli 2019                                                                                         |
| 2019 | Fantasías –                        | — | — | — | — | Latin12 ×9Diamant + Neunfachplatin · (20 Wo.)Latin                                                                                       | ES4 ×4Vierfachplatin · (38 Wo.)ES | Erstveröffentlichung: 29. August 2019 mit Farruko                                                                          |
| 2019 | Una noche –                        | — | — | — | — | — | ES— GoldES | Erstveröffentlichung: 20. November 2019 mit Wisin                                                                          |
| 2019 | Dream Girl (Remix) –               | — | — | — | — | Latin25 Diamant · (20 Wo.)Latin | ES— PlatinES | Erstveröffentlichung: 6. Dezember 2019 mit Ir-Sais                                                                         |
| 2019 | El efecto (Remix) –                | — | — | — | — | — | ES41 ×2Doppelplatin · (27 Wo.)ES | Erstveröffentlichung: 13. Dezember 2019 feat. Chencho Corleone, Kevvo, Dalex, Bryant Myers & Lyanno                        |
| 2019 | Infiel –                           | — | — | — | — | Latin— PlatinLatin | — | Erstveröffentlichung: 20. Dezember 2019 mit Eix & Brytiago                                                                 |
| 2020 | Tattoo –                           | — | — | — | — | Latin— ×4VierfachplatinLatin | ES3 ×3Dreifachplatin · (27 Wo.)ES | Erstveröffentlichung: 13. Februar 2020                                                                                     |
| 2020 | Fantasías (Remix) –                | — | — | — | — | — | ES16 Platin · (16 Wo.)ES | Erstveröffentlichung: 6. März 2020 mit Farruko feat. Anuel AA, Natti Natasha & Lunay                                       |
| 2020 | Elegí –                            | — | — | — | — | Latin— PlatinLatin | ES26 Platin · (3 Wo.)ES | Erstveröffentlichung: 28. August 2020 mit Dalex & Lenny Tavárez feat. Dímelo Flow                                          |
| 2020 | Ponte pa’ mi Afrodisíaco           | — | — | — | — | — | ES32 ×2Doppelplatin · (15 Wo.)ES | Erstveröffentlichung: 16. April 2020 feat. Myke Towers & Sky Rompiendo                                                     |
| 2020 | Algo mágico Afrodisíaco            | — | — | — | — | — | ES69 Platin · (1 Wo.)ES | Erstveröffentlichung: 27. Juni 2020                                                                                        |
| 2020 | Tattoo (Remix) Afrodisíaco         | — | — | — | — | Latin7 (22 Wo.)Latin | ES2 ×5Fünffachplatin · (64 Wo.)ES | Erstveröffentlichung: 9. Juli 2020 feat. Camilo                                                                            |
| 2020 | Mi Estilo de Vida II –             | — | — | — | — | — | ES— GoldES | Erstveröffentlichung: 6. August 2020 mit Ñejo, Kenai, Miky Woodz, Arcángel, Myke Towers & Ñengo Flow                       |
| 2020 | Elegí (Remix) Afrodisíaco          | — | — | — | — | — | ES— GoldES | Erstveröffentlichung: 28. August 2020 mit Dalex & Lenny Tavárez feat. Farruko, Anuel AA, Sech, Dímelo Flow & Justin Quiles |
| 2020 | En tu cuerpo (Remix) –             | — | — | — | — | — | ES— PlatinES | Erstveröffentlichung: 4. September 2020 mit Lyanno & Lenny Tavárez feat. Maria Becerra                                     |
| 2020 | Enchule Afrodisíaco                | — | — | — | — | — | ES10 Platin · (20 Wo.)ES | Erstveröffentlichung: 20. September 2020                                                                                   |
| 2020 | Reloj Afrodisíaco                  | — | — | — | — | Latin10 (28 Wo.)Latin | ES11 ×3Dreifachplatin · (33 Wo.)ES | Erstveröffentlichung: 22. Oktober 2020 feat. Anuel AA                                                                      |
| 2020 | De cora <3 Afrodisíaco             | — | — | — | — | — | ES18 Platin · (16 Wo.)ES | Erstveröffentlichung: 12. November 2020 feat. J. Balvin                                                                    |
| 2021 | 2/catorce Vice versa               | — | — | — | — | Latin11 Platin · (7 Wo.)Latin | ES12 ×3Dreifachplatin · (42 Wo.)ES | Erstveröffentlichung: 14. Februar 2021 Rauw Alejandro & Mr. Naisgai                                                        |
| 2021 | Me fijé –                          | — | — | — | — | — | ES7 ×2Doppelplatin · (23 Wo.)ES | Erstveröffentlichung: 18. März 2021 mit Alex Rose                                                                          |
| 2021 | Poderosa –                         | — | — | — | — | — | ES84 Gold · (3 Wo.)ES | Erstveröffentlichung: 26. März 2021 mit Lyanno                                                                             |
| 2021 | Tiroteo (Remix) –                  | — | — | — | — | Latin— PlatinLatin | ES4 ×9Neunfachplatin · (88 Wo.)ES | Erstveröffentlichung: 1. April 2021 mit Marc Seguí & Pol Granch                                                            |
| 2021 | Todo de ti Vice versa              | — | — | CH44 Gold · (20 Wo.)CH | US32 (20 Wo.)US | Latin2 ×6Sechsfachplatin · (43 Wo.)Latin                                                                                                 | ES1 ×12Zwölffachplatin · (100 Wo.)ES | Erstveröffentlichung: 22. Mai 2021                                                                                         |
| 2021 | Sexo virtual Vice versa            | — | — | — | — | Latin20 (4 Wo.)Latin | ES19 ×2Doppelplatin · (24 Wo.)ES | Erstveröffentlichung: 25. Juni 2021                                                                                        |
| 2021 | Cambia el Paso –                   | — | — | — | — | Latin21 (6 Wo.)Latin | ES98 (1 Wo.)ES | Erstveröffentlichung: 5. Juli 2021 mit Jennifer Lopez                                                                      |
| 2021 | Nubes Vice versa                   | — | — | — | — | — | ES81 Gold · (2 Wo.)ES | Erstveröffentlichung: 31. August 2021                                                                                      |
| 2021 | Cúrame Vice versa                  | — | — | — | — | Latin18 (21 Wo.)Latin | ES3 ×7Siebenfachplatin · (59 Wo.)ES | Erstveröffentlichung: 16. September 2021                                                                                   |
| 2021 | Loquita –                          | — | — | — | — | Latin37 (2 Wo.)Latin | ES47 Gold · (5 Wo.)ES | Erstveröffentlichung: 12. August 2021 mit Reik                                                                             |
| 2021 | Nostálgico –                       | — | — | CH69 (1 Wo.)CH | — | Latin11 ×8Diamant + Achtfachplatin · (26 Wo.)Latin                                                                                       | ES3 ×4Vierfachplatin · (34 Wo.)ES | Erstveröffentlichung: 8. September 2021 mit Rvssian & Chris Brown                                                          |
| 2021 | Desesperados Vice versa            | — | — | CH97 (3 Wo.)CH | US91 (8 Wo.)US | Latin5 ×4Vierfachplatin · (26 Wo.)Latin                                                                                                  | ES1 ×7Siebenfachplatin · (67 Wo.)ES | Erstveröffentlichung: 19. Dezember 2021 mit Chencho Corleone                                                               |
| 2022 | Caprichoso Trap Cake, Vol. 2       | — | — | — | — | — | ES22 (5 Wo.)ES | Erstveröffentlichung: 7. Februar 2022                                                                                      |
| 2022 | Gracias por nada Trap Cake, Vol. 2 | — | — | — | — | Latin39 (1 Wo.)Latin | ES84 (1 Wo.)ES | Erstveröffentlichung: 24. Februar 2022                                                                                     |
| 2022 | Loco Por Perrearte (Remix) –       | — | — | — | — | Latin44 Platin · (1 Wo.)Latin | ES— GoldES | Erstveröffentlichung: 3. Juni 2022 mit De La Ghetto                                                                        |
| 2022 | Lokera Saturno                     | — | — | — | US99 (1 Wo.)US | Latin9 ×2Doppeldiamant + Doppelplatin · (26 Wo.)Latin                                                                                    | ES13 ×4Vierfachplatin · (35 Wo.)ES | Erstveröffentlichung: 3. Juni 2022 mit Lyanno & Brray                                                                      |
| 2022 | Punto 40 Saturno                   | — | — | — | — | Latin11 ×4Diamant + Vierfachplatin · (22 Wo.)Latin                                                                                       | ES5 ×3Dreifachplatin · (30 Wo.)ES | Erstveröffentlichung: 22. September 2022                                                                                   |
| 2022 | Dime Quién???? Saturno             | — | — | — | — | Latin36 (2 Wo.)Latin | ES80 Gold · (2 Wo.)ES | Erstveröffentlichung: 28. Oktober 2022                                                                                     |
| 2023 | Panties y Brasieres Saturno        | — | — | — | — | Latin24 ×4Vierfachplatin · (14 Wo.)Latin                                                                                                 | ES24 Platin · (15 Wo.)ES | Erstveröffentlichung: 26. Januar 2023 feat. Daddy Yankee                                                                   |
| 2023 | Tamo en nota –                     | — | — | — | — | — | ES20 Platin · (12 Wo.)ES | Erstveröffentlichung: 13. Februar 2023 feat. Angel Dior                                                                    |
| 2023 | Bzrp Music Sessions, Vol. 56 –     | — | — | — | — | Latin36 (2 Wo.)Latin | ES1 ×3Dreifachplatin · (24 Wo.)ES | Erstveröffentlichung: 12. Juni 2023 mit Bizarrap                                                                           |
| 2023 | Baby Hello Playa Saturno           | — | — | — | — | Latin32 ×3Dreifachplatin · (7 Wo.)Latin                                                                                                  | ES2 ×5Fünffachplatin · (46 Wo.)ES | Erstveröffentlichung: 12. Juni 2023 feat. Bizarrap                                                                         |
| 2023 | Airplane Tickets –                 | — | — | — | — | — | ES92 (1 Wo.)ES | Erstveröffentlichung: 8. Dezember 2023 mit Pharrell Williams & Swae Lee                                                    |
| 2024 | Touching the Sky Cosa nuestra      | — | — | — | — | Latin22 Platin · (4 Wo.)Latin | ES44 (1 Wo.)ES | Erstveröffentlichung: 23. Mai 2024                                                                                         |
| 2024 | Déjame Entrar Cosa nuestra         | — | — | — | US96 (1 Wo.)US | Latin11 Platin · (14 Wo.)Latin | ES24 Gold · (6 Wo.)ES | Erstveröffentlichung: 18. Juli 2024                                                                                        |
| 2024 | Pasaporte Cosa nuestra             | — | — | — | — | Latin30 (2 Wo.)Latin | ES65 (2 Wo.)ES | Erstveröffentlichung: 26. September 2024 mit Mr. Naisgai                                                                   |
| 2025 | Carita Linda –                     | — | — | — | — | Latin23 (10 Wo.)Latin | ES49 (2 Wo.)ES | Erstveröffentlichung: 10. April 2025                                                                                       |
| 2025 | Buenos términos –                  | — | — | — | — | Latin18 (… Wo.)Latin | ES59 (… Wo.)ES | Erstveröffentlichung: 31. Juli 2025                                                                                        |
| Folgende Lieder erschienen nicht als Single, wurden aber durch das Album zum Download und Streaming bereitgestellt und konnten somit eine Platzierung erlangen: |                                    | | | | | | | |
| |                                    | | | | | | | |
| 2020 | Soy una gárgola Afrodisíaco        | — | — | — | — | — | ES66 Gold · (2 Wo.)ES | Charteinstieg: 22. November 2020 mit Arcángel & Randy                                                                      |
| 2020 | Química Afrodisíaco                | — | — | — | — | — | ES88 Gold · (1 Wo.)ES | Charteinstieg: 22. November 2020 mit Zion y Lennox & Mr. Naisgai feat. The Martinez Brothers                               |
| 2020 | Dile a el Afrodisíaco              | — | — | — | — | Latin38 (10 Wo.)Latin | ES59 ×2Doppelplatin · (1 Wo.)ES | Charteinstieg: 22. November 2020                                                                                           |
| 2021 | Aquel nap zzzz Vice versa          | — | — | — | — | Latin37 (2 Wo.)Latin | ES64 Platin · (10 Wo.)ES | Charteinstieg: 4. Juli 2021                                                                                                |
| 2021 | La old skul Vice versa             | — | — | — | — | — | ES45 ×2Doppelplatin · (26 Wo.)ES | Charteinstieg: 4. Juli 2021                                                                                                |
| 2021 | Cosa guapa Vice versa              | — | — | — | — | — | ES53 Platin · (10 Wo.)ES | Charteinstieg: 4. Juli 2021                                                                                                |
| 2022 | Museo Trap Cake, Vol. 2            | — | — | — | — | — | ES52 Platin · (9 Wo.)ES | Charteinstieg: 13. März 2022                                                                                               |
| 2022 | Lejos del Cielo Saturno            | — | — | — | — | Latin15 (6 Wo.)Latin | ES26 Platin · (8 Wo.)ES | Charteinstieg: 20. November 2022                                                                                           |
| 2022 | Dejau’ Saturno                     | — | — | — | — | Latin38 (1 Wo.)Latin | ES— GoldES | Charteinstieg: 26. November 2022 mit DJ Playero                                                                            |
| 2022 | Gatas Saturno                      | — | — | — | — | Latin40 (1 Wo.)Latin | — | Charteinstieg: 26. November 2022 mit Chris Palace                                                                          |
| 2022 | Ron Cola Saturno                   | — | — | — | — | — | ES19 Platin · (16 Wo.)ES | Charteinstieg: 4. Dezember 2022 Videoauskopplung: 28. Dezember 2022 mit Subelo Neo                                         |
| 2022 | De Carolina Saturno                | — | — | — | — | — | ES91 Gold · (2 Wo.)ES | Charteinstieg: 25. Dezember 2022 mit Playero                                                                               |
| 2023 | Corazón despeinado Saturno         | — | — | — | — | — | ES57 Platin · (8 Wo.)ES | Charteinstieg: 8. Januar 2023                                                                                              |
| 2023 | Beso RR                            | DE— aDE | — | CH3 Gold · (37 Wo.)CH | US52 Platin · (12 Wo.)US | Latin4 (20 Wo.)Latin | ES1 ×8Achtfachplatin · (55 Wo.)ES | Videoauskopplung: 24. März 2023 Charteinstieg: 2. April 2023 mit Rosalía                                                   |
| 2023 | Vampiros RR                        | — | — | CH75 (1 Wo.)CH | — | Latin32 (1 Wo.)Latin | ES7 Gold · (10 Wo.)ES | Charteinstieg: 2. April 2023 Videoauskopplung: 13. April 2023 mit Rosalía                                                  |
| 2023 | Promesa RR                         | — | — | — | — | — | ES20 Gold · (3 Wo.)ES | Charteinstieg: 2. April 2023 mit Rosalía                                                                                   |
| 2023 | Si Te Pegas Playa Saturno          | — | — | — | — | — | ES49 Gold · (4 Wo.)ES | Charteinstieg: 16. Juli 2023 feat. Miguel Bosé                                                                             |
| 2023 | Picardía Playa Saturno             | — | — | — | — | Latin42 (1 Wo.)Latin | — | Charteinstieg: 22. Juli 2023 mit Junior H                                                                                  |
| 2023 | Cuando Baje El Sol Playa Saturno   | — | — | — | — | Latin45 (1 Wo.)Latin | — | Charteinstieg: 22. Juli 2023                                                                                               |
| 2023 | Al Callao’ Playa Saturno           | — | — | — | — | Latin48 (1 Wo.)Latin | ES— GoldES | Charteinstieg: 22. Juli 2023                                                                                               |
| 2023 | Diluvio Playa Saturno              | — | — | — | — | Latin14 ×2Doppelplatin · (26 Wo.)Latin                                                                                                   | ES3 ×3Dreifachplatin · (42 Wo.)ES | Charteinstieg: 15. Oktober 2023 Videoauskopplung: 7. November 2023                                                         |
| 2024 | Que pasaría… Cosa nuestra          | — | — | CH32 (7 Wo.)CH | US34 (20 Wo.)US | Latin2 Gold · (26 Wo.)Latin | ES1 Platin · (… Wo.)ES | Charteinstieg: 24. November 2024 feat. Bad Bunny                                                                           |
| 2024 | Se fue Cosa nuestra                | — | — | — | US82 (1 Wo.)US | Latin7 (5 Wo.)Latin | ES5 Gold · (9 Wo.)ES | Charteinstieg: 25. November 2024 feat. Laura Pausini                                                                       |
| 2024 | Khe? Cosa nuestra                  | — | — | — | US60 (10 Wo.)US | Latin3 (26 Wo.)Latin | ES8 Platin · (… Wo.)ES | Charteinstieg: 25. November 2024 feat. Romeo Santos                                                                        |
| 2024 | Tú con Él Cosa nuestra             | — | — | — | US69 (1 Wo.)US | Latin6 (20 Wo.)Latin | ES14 Gold · (4 Wo.)ES | Charteinstieg: 25. November 2024                                                                                           |
| 2024 | Revolu Cosa nuestra                | — | — | — | US88 (1 Wo.)US | Latin8 (7 Wo.)Latin | ES15 (3 Wo.)ES | Charteinstieg: 25. November 2024 feat. Feid                                                                                |
| 2024 | Ni me conozco Cosa nuestra         | — | — | — | — | Latin12 (7 Wo.)Latin | ES26 (2 Wo.)ES | Charteinstieg: 25. November 2024                                                                                           |
| 2024 | Espresso Martini Cosa nuestra      | — | — | — | — | Latin16 (5 Wo.)Latin | ES28 (2 Wo.)ES | Charteinstieg: 25. November 2024 feat. Marconi Impara & Yan Block                                                          |
| 2024 | Baja Pa’ Aca Cosa nuestra          | — | — | — | — | Latin14 (4 Wo.)Latin | ES36 (1 Wo.)ES | Charteinstieg: 25. November 2024 feat. Alexis y Fido                                                                       |
| 2024 | Cosa nuestra                       | — | — | — | — | Latin20 (2 Wo.)Latin | ES38 (1 Wo.)ES | Charteinstieg: 25. November 2024                                                                                           |
| 2024 | Committed Cosa nuestra             | — | — | — | — | Latin15 (5 Wo.)Latin | ES39 (1 Wo.)ES | Charteinstieg: 25. November 2024 feat. Pharrell Williams                                                                   |
| 2024 | Amar de nuevo Cosa nuestra         | — | — | — | — | Latin18 (6 Wo.)Latin | ES45 (1 Wo.)ES | Charteinstieg: 25. November 2024                                                                                           |
| 2024 | Mil mujeres Cosa nuestra           | — | — | — | — | Latin24 (2 Wo.)Latin | ES57 (1 Wo.)ES | Charteinstieg: 25. November 2024                                                                                           |
| 2024 | Il capo Cosa nuestra               | — | — | — | — | Latin26 (1 Wo.)Latin | ES59 (1 Wo.)ES | Charteinstieg: 25. November 2024                                                                                           |
| 2024 | 2:12 AM Cosa nuestra               | — | — | — | — | Latin29 (3 Wo.)Latin | ES84 (1 Wo.)ES | Charteinstieg: 25. November 2024 feat. Latin Mafia                                                                         |
| 2024 | Sexxxmachine Cosa nuestra          | — | — | — | — | Latin40 (1 Wo.)Latin | — | Charteinstieg: 30. November 2024                                                                                           |

### Als Gastmusiker
| Jahr | Titel Album                             | Höchstplatzierung, Gesamtwochen, AuszeichnungChartplatzierungen (Jahr, Titel, Album, Platzierungen, Wochen, Auszeichnungen, Anmerkungen) | Höchstplatzierung, Gesamtwochen, AuszeichnungChartplatzierungen (Jahr, Titel, Album, Platzierungen, Wochen, Auszeichnungen, Anmerkungen) | Höchstplatzierung, Gesamtwochen, AuszeichnungChartplatzierungen (Jahr, Titel, Album, Platzierungen, Wochen, Auszeichnungen, Anmerkungen) | Höchstplatzierung, Gesamtwochen, AuszeichnungChartplatzierungen (Jahr, Titel, Album, Platzierungen, Wochen, Auszeichnungen, Anmerkungen) | Höchstplatzierung, Gesamtwochen, AuszeichnungChartplatzierungen (Jahr, Titel, Album, Platzierungen, Wochen, Auszeichnungen, Anmerkungen) | Höchstplatzierung, Gesamtwochen, AuszeichnungChartplatzierungen (Jahr, Titel, Album, Platzierungen, Wochen, Auszeichnungen, Anmerkungen) | Anmerkungen |
| Jahr | Titel Album                             | DE | AT | CH | US | Latin | ES | Anmerkungen |
| --- | --------------------------------------- | --- | --- | --- | --- | --- | --- | --- |
| 2017 | Toda (Remix) –                          | — | — | — | — | Latin29 ×2Doppeldiamant + Doppelplatin · (18 Wo.)Latin                                                                                   | ES45 ×2Doppelplatin · (20 Wo.)ES | Erstveröffentlichung: 22. Dezember 2017 Alex Rose feat. Rauw Alejandro mit Lenny Tavárez, Lyanno & Cazzu                 |
| 2018 | Luz apaga –                             | — | — | — | — | Latin26 (6 Wo.)Latin | ES50 Platin · (23 Wo.)ES | Erstveröffentlichung: 16. November 2018 Ozuna feat. Lunay, Rauw Alejandro & Lyanno                                       |
| 2019 | Miénteme (Remix) –                      | — | — | — | — | Latin— GoldLatin | — | Erstveröffentlichung: 18. Januar 2019 Papi Sousafeat. Álvaro Díaz, Cazzu, Rauw Alejandro & Lyanno                        |
| 2019 | Vuelva a ver (Remix) Climaxxx           | — | — | — | — | — | — | Erstveröffentlichung: 28. März 2019 Dalex, Lyanno & Justin Quiles feat. Sech & Rauw Alejandro                            |
| 2019 | Date tu guille Honey Bee                | — | — | — | — | Latin— PlatinLatin | ES— GoldES | Erstveröffentlichung: 19. Juli 2019 Milly feat. Farruko, Myke Towers, Lary Over, Rauw Alejandro & Sharo Towers           |
| 2019 | Mírame (Remix) Now or Never             | — | — | — | — | Latin31 ×4×9Vierfachplatin (Original) + Neunfachplatin (Remix) · (11 Wo.)Latin                                                           | ES80 ×2Doppelplatin · (4 Wo.)ES | Erstveröffentlichung: 19. Juli 2019 Nio García & Casper Mágico feat. Rauw Alejandro, Lenny Tavárez, Darell & Myke Towers |
| 2019 | Cuerpo en venta –                       | — | — | — | — | — | ES34 Platin · (15 Wo.)ES | Erstveröffentlichung: 9. August 2019 Noriel feat. Myke Towers, Rauw Alejandro & Almighty                                 |
| 2019 | Tequila Sunrise Colegio                 | — | — | — | — | Latin— GoldLatin | — | Erstveröffentlichung: 13. September 2019 Cali y el Dandee & Rauw Alejandro                                               |
| 2019 | Suave (Remix) –                         | — | — | — | — | Latin— GoldLatin | ES81 Platin · (8 Wo.)ES | Erstveröffentlichung: 25. September 2019 Jey Blessing feat. Rauw Alejandro                                               |
| 2019 | Hoy se bebe (Remix) Colegio             | — | — | — | — | — | — | Erstveröffentlichung: 8. November 2019 Nio García feat. Brytiago & Rauw Alejandro                                        |
| 2020 | Contando lunares (Remix) –              | — | — | — | — | — | — | Erstveröffentlichung: 6. Februar 2020 Don Patricio feat. Anitta & Rauw Alejandro                                         |
| 2020 | TBT Dharma                              | — | — | — | — | Latin16 ×3Dreifachplatin · (13 Wo.)Latin                                                                                                 | ES39 Platin · (27 Wo.)ES | Erstveröffentlichung: 20. Februar 2020 Sebastián Yatra feat. Rauw Alejandro & Manuel Turizo                              |
| 2020 | Ojitos Bendecido                        | — | — | — | — | — | ES— GoldES | Erstveröffentlichung: 13. März 2020 Bryant Myers feat. Rauw Alejandro & Lyanno                                           |
| 2020 | No fue (Remix) –                        | — | — | — | — | — | ES— PlatinES | Erstveröffentlichung: 17. März 2020 Leebrian & Cauty feat. Rauw Alejandro, Brray & Feid                                  |
| 2020 | La cama (Remix) Está de Moda            | — | — | — | — | — | ES16 Platin · (17 Wo.)ES | Erstveröffentlichung: 27. März 2020 Lunay, Myke Towers & Ozuna feat. Chencho Corleone & Rauw Alejandro                   |
| 2020 | 4 besos La niña                         | — | — | — | — | — | ES7 ×2Doppelplatin · (30 Wo.)ES | Erstveröffentlichung: 27. März 2020 Lola Índigo feat. Rauw Alejandro & Lalo Ebratt                                       |
| 2020 | Color Esperanza 2020 –                  | — | — | — | — | — | ES— PlatinES | Erstveröffentlichung: 18. Mai 2020 Various Artists, Benefizsingle                                                        |
| 2020 | Cositas –                               | — | — | — | — | Latin— GoldLatin | — | Erstveröffentlichung: 19. Juni 2020 Brytiago feat. Rauw Alejandro                                                        |
| 2020 | Dembow 2020 Quien Contra Mí 2           | — | — | — | — | Latin49 Platin · (1 Wo.)Latin | ES35 Gold · (11 Wo.)ES | Erstveröffentlichung: 31. Juli 2020 Yandel feat. Rauw Alejandro                                                          |
| 2020 | Estadia –                               | — | — | — | — | Latin— PlatinLatin | ES— GoldES | Erstveröffentlichung: 3. September 2020 Omy de Oro feat. Rauw Alejandro                                                  |
| 2020 | La nota Dopamina                        | — | — | — | — | Latin5 Diamant + Platin · (26 Wo.)Latin                                                                                                  | ES1 ×4Vierfachplatin · (38 Wo.)ES | Erstveröffentlichung: 8. Oktober 2020 Manuel Turizo feat. Myke Towers & Rauw Alejandro                                   |
| 2020 | Lento (Remix) –                         | — | — | — | — | — | — | Erstveröffentlichung: 11. Dezember 2020 Lauren Jauregui feat. Rauw Alejandro                                             |
| 2020 | La curiosidad (Blue Grand Prix Remix) – | — | — | — | — | — | ES14 Platin · (16 Wo.)ES | Erstveröffentlichung: 17. Dezember 2020 Jay Wheeler feat. Myke Towers, Jhay Cortez, Lunay, Rauw Alejandro & Kendo Kaponi |
| 2021 | Fantasia sexual –                       | — | — | — | — | — | ES27 Gold · (6 Wo.)ES | Erstveröffentlichung: 13. Januar 2021 Myke Towers feat. Rauw Alejandro, Lunay & Brytiago                                 |
| 2021 | Baila conmigo Revelación                | DE86 (1 Wo.)DE | AT55 (1 Wo.)AT | CH28 (12 Wo.)CH | US74 (2 Wo.)US | Latin4 (22 Wo.)Latin | ES7 ×2Doppelplatin · (23 Wo.)ES | Erstveröffentlichung: 29. Januar 2021 Selena Gomez feat. Rauw Alejandro                                                  |
| 2021 | Vacío Ley de Gravedad                   | — | — | — | — | Latin23 (16 Wo.)Latin | ES41 Platin · (10 Wo.)ES | Erstveröffentlichung: 19. Februar 2021 Luis Fonsi feat. Rauw Alejandro                                                   |
| 2021 | Aloha –                                 | — | — | — | — | Latin49 ×6Sechsfachplatin · (3 Wo.)Latin                                                                                                 | ES11 ×2Doppelplatin · (26 Wo.)ES | Erstveröffentlichung: 5. März 2021 DJ Luian & Mambo Kingz feat. Maluma, Beéle, Rauw Alejandro & Darell                   |
| 2021 | Una mas Dynasty                         | — | — | — | — | Latin— PlatinLatin | ES— GoldES | Erstveröffentlichung: 29. Juli 2021 Tainy feat. Yandel & Rauw Alejandro                                                  |
| 2021 | Problemón Felicilandia                  | — | — | — | — | Latin46 ×7Siebenfachplatin · (6 Wo.)Latin                                                                                                | ES85 Platin · (5 Wo.)ES | Erstveröffentlichung: 22. Oktober 2021 Alvaro Diaz feat. Rauw Alejandro                                                  |
| 2022 | Te felicito Las mujeres ya no lloran    | — | — | CH71 Gold · (10 Wo.)CH | US67 (8 Wo.)US | Latin10 ×2×4Doppeldiamant + Vierfachplatin · (21 Wo.)Latin                                                                               | ES2 ×7Siebenfachplatin · (69 Wo.)ES | Erstveröffentlichung: 22. April 2022 Shakira feat. Rauw Alejandro                                                        |
| 2022 | Sci-Fi Data                             | — | — | — | — | — | ES— GoldES | Erstveröffentlichung: 21. Juli 2022 Tainy feat. Rauw Alejandro                                                           |
| 2024 | Byak Sayonara                           | — | — | — | — | Latin— PlatinLatin | ES51 (2 Wo.)ES | Erstveröffentlichung: 29. März 2024 Alvaro Diaz feat. Rauw Alejandro                                                     |
| 2024 | Santa The Year I Turned 21              | — | — | CH38 (14 Wo.)CH | — | Latin7 ×6Diamant + Sechsfachplatin · (26 Wo.)Latin                                                                                       | ES1 ×5Fünffachplatin · (45 Wo.)ES | Erstveröffentlichung: 4. April 2024 Ayra Starr feat. Rauw Alejandro & Rvssian                                            |
| 2024 | La nena Para todas las mamacitas        | — | — | — | — | Latin41 (3 Wo.)Latin | ES25 Gold · (6 Wo.)ES | Erstveröffentlichung: 11. April 2024 Lyanno feat. Rauw Alejandro                                                         |
| 2024 | Espectacular –                          | — | — | — | — | Latin27 (6 Wo.)Latin | ES40 Gold · (6 Wo.)ES | Erstveröffentlichung: 18. April 2024 Sky Rompiendo feat. Rauw Alejandro                                                  |
| 2025 | Forni –                                 | — | — | — | — | Latin47 (1 Wo.)Latin | ES53 (2 Wo.)ES | Erstveröffentlichung: 3. Juni 2025 Los Ballers feat. Clarent & Rauw Alejandro                                            |
| Folgende Lieder erschienen nicht als Single, wurden aber durch das Album zum Download und Streaming bereitgestellt und konnten somit eine Platzierung erlangen: |                                         | | | | | | | |
| |                                         | | | | | | | |
| 2021 | Sabe Parte de Mí                        | — | — | — | — | Latin— PlatinLatin | ES28 Gold · (12 Wo.)ES | Erstveröffentlichung: 26. Oktober 2021 Nicki Nicole feat. Rauw Alejandro                                                 |
| 2022 | Agua Legendaddy                         | — | — | — | — | Latin21 (1 Wo.)Latin | ES52 (1 Wo.)ES | Charteinstieg: 3. April 2022 Daddy Yankee feat. Rauw Alejandro & Nile Rodgers                                            |
| 2022 | Party Un verano sin ti                  | — | — | — | US14 (20 Wo.)US | Latin4 (26 Wo.)Latin | ES7 ×2Doppelplatin · (15 Wo.)ES | Charteinstieg: 21. Mai 2022 Bad Bunny feat. Rauw Alejandro                                                               |
| 2023 | Volver Data                             | — | — | — | — | — | ES59 Gold · (1 Wo.)ES | Charteinstieg: 9. Juli 2023 Tainy, Four Tet & Skrillex feat. Rauw Alejandro                                              |
| 2024 | No hay ley parte 2 Orquídeas            | — | — | — | — | Latin24 (3 Wo.)Latin | — | Charteinstieg: 27. Januar 2024 Kali Uchis feat. Rauw Alejandro                                                           |
| 2024 | Hey Lil Mama Sol María                  | — | — | — | — | Latin36 (3 Wo.)Latin | ES9 Platin · (13 Wo.)ES | Eladio Carrión feat. Rauw Alejandro                                                                                      |
| 2024 | Cohete Las mujeres ya no lloran         | — | — | — | — | Latin48 Platin · (1 Wo.)Latin | ES28 (2 Wo.)ES | Shakira feat. Rauw Alejandro                                                                                             |
| 2024 | Dolida Solo                             | — | — | — | — | — | ES58 (3 Wo.)ES | Chencho Corleone feat. Rauw Alejandro                                                                                    |
| 2024 | Sexplaylist1 Primera musa               | — | — | — | — | Latin— PlatinLatin | ES62 (3 Wo.)ES | Omar Courtz feat. Rauw Alejandro                                                                                         |

## Statistik

### Chartauswertung
|                     | CH    | US    | Latin       | ES    |
| ------------------- | ----- | ----- | ----------- | ----- |
| Nummer-eins-Alben   | CH—CH | US—US | Latin2Latin | ES2ES |
| Top-10-Alben        | CH1CH | US1US | Latin6Latin | ES6ES |
| Alben in den Charts | CH2CH | US5US | Latin6Latin | ES6ES |

|                       | DE    | AT    | CH    | US     | Latin        | ES     |
| --------------------- | ----- | ----- | ----- | ------ | ------------ | ------ |
| Nummer-eins-Singles   | DE—DE | AT—AT | CH—CH | US—US  | Latin—Latin  | ES6ES  |
| Top-10-Singles        | DE—DE | AT—AT | CH1CH | US—US  | Latin10Latin | ES30ES |
| Singles in den Charts | DE1DE | AT1AT | CH9CH | US13US | Latin71Latin | ES99ES |

### Auszeichnungen für Musikverkäufe
| Land/RegionAuszeichnungen für Musikverkäufe (Land/Region, Auszeichnungen, Verkäufe, Quellen) | Gold         | Platin         | Diamant       | Verkäufe   | Quellen             |
| -------------------------------------------------------------------------------------------- | ------------ | -------------- | ------------- | ---------- | ------------------- |
| Argentinien (CAPIF)                                                                          | 2× Gold2     | 5× Platin5     | —             | 120.000    | Einzelnachweise     |
| Belgien (BRMA)                                                                               | Gold1        | —              | —             | 20.000     | ultratop.be         |
| Brasilien (PMB)                                                                              | 5× Gold5     | 8× Platin8     | —             | 420.000    | pro-musicabr.org.br |
| Chile (IFPI)                                                                                 | 3× Gold3     | 2× Platin2     | Diamant1      | 1.070.000  | profovi.cl CL2      |
| Ecuador (SOPROFON)                                                                           | —            | 4× Platin4     | —             | 24.000     | Einzelnachweise     |
| Frankreich (SNEP)                                                                            | Gold1        | 2× Platin2     | Diamant1      | 833.333    | snepmusique.com     |
| Italien (FIMI)                                                                               | 7× Gold7     | 6× Platin6     | —             | 880.000    | fimi.it             |
| Kanada (MC)                                                                                  | 4× Gold4     | —              | —             | 160.000    | musiccanada.com     |
| Kolumbien (ASINCOL)                                                                          | 3× Gold3     | 9× Platin9     | —             | 120.000    | Einzelnachweise     |
| Mexiko (AMPROFON)                                                                            | 34× Gold34   | 77× Platin77   | 15× Diamant15 | 16.140.000 | amprofon.com.mx     |
| Peru (UNIMPRO)                                                                               | —            | 6× Platin6     | —             | 36.000     | Einzelnachweise     |
| Polen (ZPAV)                                                                                 | Gold1        | —              | —             | 25.000     | olis.pl             |
| Portugal (AFP)                                                                               | 2× Gold2     | 6× Platin6     | —             | 70.000     | Einzelnachweise     |
| Schweiz (IFPI)                                                                               | 3× Gold3     | —              | —             | 30.000     | hitparade.ch        |
| Spanien (Promusicae)                                                                         | 44× Gold44   | 162× Platin162 | —             | 10.270.000 | elportaldemusica.es |
| Vereinigte Staaten (RIAA)                                                                    | 6× Gold6     | 138× Platin138 | 14× Diamant14 | 17.800.000 | riaa.com            |
| Zentralamerika (CFC)                                                                         | 9× Gold9     | 36× Platin36   | 2× Diamant2   | 3.415.000  | cfc-musica.com      |
| Insgesamt                                                                                    | 125× Gold125 | 461× Platin461 | 33× Diamant33 |            |                     |